# 片倉佳史

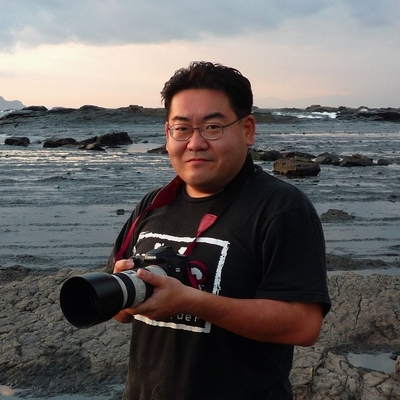
片倉 佳史

片倉 佳史（かたくら よしふみ、1969年12月17日 - ）は、日本の文筆家。武蔵野大学客員教授。
台湾を学ぶ会代表。台湾に在住し、台湾に残る日本統治時代の遺構や歴史遺産を記録し、その他、旅行ガイドなどの執筆・撮影もを手がける。

## 人物
神奈川県相模原市に生まれ、同県大和市、千葉県我孫子市を経て、同県白井市に移る。白井市立大山口中学校、千葉県立鎌ヶ谷高等学校、早稲田大学教育学部教育学科教育学専修卒業。福武書店（現：ベネッセコーポレーション）勤務を経てフリー。
1991年、学生時代にバックパッカーとして初めて台湾を訪れたのを皮切りに、台湾の魅力に目覚める。1997年から台湾在住。旅行ガイドブック執筆を数多く手がける一方、台湾に残る遺構や歴史遺産を記録し、日本統治時代の痕跡を調べ歩く。また、台湾からの引揚者の取材や日本語世代と呼ばれる台湾の老人たちの聞き取り調査に心血を注ぐ。日本のみならず台湾でも執筆、撮影活動を展開している。
また、台湾の魅力や日台の結びつき、歴史などをテーマに講演を行なうほか、台湾からの旅客誘致に関する提言やアドバイスなども行なっている。講演は日本のほか台湾でも行ない、回数は年に40回以上を数える。
熱心なプロレスファンでもある。また、鉄道にも造詣が深く、台湾の鉄道に関する書籍も著している。鉄道を耳で楽しむ、いわゆる「音鉄」で、特に鉄道をメインに据えたサウンドスケープを中心に集音活動を展開している。
2017年、台湾からの引揚者や日本語世代と呼ばれる台湾の古老、さらに台湾に関する専門家を招いて行なう「台湾を学ぶ会（臺灣研究倶楽部）」を立ち上げ、同代表となる。
2019年、台北にて、日台学びのイベント「台湾探見・探索日本」を主宰。各界の講師を招き、全35講座を開く。

## 著書
日本
- 『旅の指さし会話帳8 台湾』情報センター出版局、2000年
- 『旅の指さし会話帳8 台湾 第二版』情報センター出版局、2004年
- 『食べる指さし会話帳・台湾』（石野真理と共著）、情報センター出版局、2003年
- 『台湾 日本統治時代の歴史遺産を歩く』戎光祥出版、2004年
- 『観光コースでない台湾 歩いて見る歴史と風土』高文研、2005年
- 『片倉佳史の台湾新幹線で行く台南・高雄の旅　台湾中・南部ディープガイド』まどか出版、2007年
- 『台灣風景印 駅・スタンプと風景印の旅』台湾・玉山社、2008年
- 『台湾に生きている「日本」』祥伝社新書、2009年
- 『台湾鉄路と日本人 線路に刻まれた日本の軌跡』交通新聞社新書、2010年
- 『ワンテーマ指さし会話・台湾×鉄道』情報センター出版局、2011年
- 『旅の指さし会話帳mini YUBISASHI×ハローキティ 台北(台湾華語)』2011年
- 『台湾鉄道の旅』JTBパブリッシング、2011年
- 『台湾に残る日本鉄道遺産』交通新聞社新書、2012年
- 『古写真が語る 台湾 日本統治時代の50年』祥伝社、2015年
- 『音鉄 - 耳で楽しむ鉄道の世界』ワニブックス、2016年
- 『台湾で日帰り旅 鉄道に乗って人気の街へ』JTBパブリッシング、2017年
- 『台湾探見 Discover Taiwan―ちょっぴりディープに台湾(フォルモサ)体験』（片倉真理と共著）ウエッジ、2018年
- 『台北・歴史建築探訪 日本が遺した建築遺産を歩く』ウェッジ、2019年
- 『台湾旅人地図帳ー台湾在住作家が手がけた究極の散策ガイド』ウェッジ、2019年
- 『台湾のトリセツ』 昭文社、2022年
- 『台北・歴史建築探訪 日本が遺した建築遺産を歩く(増補版)』ウェッジ、2023年

台湾（中国語）
- 『台灣日治時代遺跡』玉山社、2002年
- 『台湾土地・日本表情』玉山社、2004年
- 『台灣風景印～台湾・駅スタンプと風景印の旅』玉山社、2008年
- 台鉄旧鉄道散歩地図（台鐵舊鐵道散步地圖）：古庭維、鄧志忠（中国語版）らとの共著。晨星出版、2010/08/06、（ISBN 9789861774015 行政院新聞局第33回小中学生向け推薦優良課外読物、2010年度最優秀少年児童読物奨）
- 典蔵版鉄道新旅--山海線（典藏版鐵道新旅--山海線：32+2站深度遊）：古庭維、鄧志忠、台大火車社、国立交通大学鉄道研究会（中国語版）らとの共著。遠足文化、2012/10/31、（ISBN 9789865967390）、
- 典蔵版鉄道新旅--縦貫線北段（典藏版鐵道新旅--縱貫線北段：32站深度遊）：古庭維、鄧志忠、台大火車社などとの共著、遠足文化、2013/01/30（ISBN 9789865967802）
- 発現台湾！5大精華鉄道路線暢遊套書（發現台灣！5大精華鐵道路線暢遊套書）（全5冊）：古庭維、鄧志忠、台大火車社、交通大学鉄道研究会らとの共著、遠足文化、2015/08/26

台湾（日本語）
- 台湾・台北生活情報誌「悠遊台湾」(年１回発売)